# Ma este gyilkolunk
A Ma este gyilkolunk 2023-ban forgatott, 2024-ben bemutatott színes, magyar krimi-vígjáték, Fazakas Péter rendezésében, Kern András, Hermányi Mariann, Jordán Tamás, Koltai Róbert, Bodrogi Gyula, Takács Katalin, Bálint András, Pogány Judit, Bánsági Ildikó és Hámori Ildikó főszereplésével. A film jeleneteinek jelentős részét a ráckeresztúri Pázmándy-Brauch kastélyban forgatták.

## Cselekmény
|  | Alább a cselekmény részletei következnek! |

Tolnai Tivadar kétszeres Kossuth-díjas színész, akit számtalan színpadi és filmes szerepe mellett leginkább egy 122 részes krimisorozat címszereplőjeként, Radeczky hadnagyként ismert meg az ország. Idős korára kénytelen beköltözni egy vidéki színészotthonba, miközben kétségbeesetten próbálja újraindítani a karrierjét rendező fia segítségével. Az otthonlakók szíves fogadtatása ellenére Tolnai nem rejti véka alá a velük kapcsolatos ellenszenvét; mindegyikükkel volt szakmai vagy magánéleti nézeteltérése a múltban. Egyedül az otthon bájos ápolónője, Lili alakít ki baráti viszonyt a színésszel, ám Tolnai vele is gorombán viselkedik. Többször próbál megszökni az otthonból vagy rávenni a fiát, hogy vigye haza, de próbálkozásai hasztalanok.
Egyik este fuldokló hangot hall a szomszédos lakó, Heltai Hugó szobájából, ám amikor felkel, hogy utánanézzen, a saját szobája ajtaját zárva találja. Riasztja Lilit, aki látszólag mindent rendben talál Hugó szobájában. Másnap az otthon lakói beviszik Hugót a kórházba, majd néhány óra múlva a rendőrség hoz hírt a haláláról. Az őrmester szerint szívelégtelenség végzett vele, noha Tolnainak meggyőződésévé válik, hogy az éjszaka szokatlan körülményei idegenkezűségre utalnak, de ezt senki nem akarja elhinni. A Radeczky hadnagy szerepében szerzett tapasztalatok alapján vállalkozik rá, hogy kinyomozza az esetet, Lili pedig, aki maga is nagy krimirajongó, a segítségére kel.
Tolnai felfedezi, hogy Hugó értékei közül eltűnt az az aranylabda, amit Sylvester Stallone ajándékozott neki egy közös filmforgatáson, és ami Hugó szerint egy vagyont ér. Úgy véli, ez lehetett az indíték a meggyilkolására. Az egyik lakó, Boldog György elmondása szerint Hugónak lilák voltak a körmei, amiről Tolnai azt gyanítja, hogy a boroszlán virág mérgező szirmai okozhatták, amit történetesen egy másik lakó, Körtéssy Emese szedett a szomszédos kertben. Dr. Tímár Pál, az otthon orvosa Tolnai kérésére megszerzi Hugó toxikológiai vizsgálatát, ám az megerősíti a szívelégtelenség okát és semmilyen jelét nem mutatja mérgezésnek. Ráadásul Emese felfedi, hogy Hugó aranylabdája nem egyedi, a forgatáson minden színész kapott egy olyat, és még csak nem is valódi aranyból van.   
Tolnai kezd elbizonytalanodni, hogy vajon az otthonlakók hazudnak neki vagy ő becsülte túl a nyomozói képességeit. A nyomozás haladtával egyre veszélyeztetettebbnek érzi magát, fenyegető üzeneteket kap, sőt, egy fekete köpenyt viselő alak megpróbál az életére törni. A lakókkal való személyes konfliktusainak az elemzése és a saját önismerete – amelyben Lili nagynénje, Zsuzsa segít neki – végül ráébreszti, hogy nem Hugó volt a gyilkosság célpontja, hanem ő. A krimi műfajának elengedhetetlen részeként összehívja a lakókat, hogy mesteri dedukcióval feltárja előttük a gyilkos kilétét és a gyilkosság pontos menetét.
Tolnai elmélete szerint a lakók valamennyien összeesküdtek ellene. Különös kegyetlenséggel előre eltervezték a halálát, boroszlánszirmot reszelve az italába, csakhogy véletlenül összekeverték a poharakat, így Hugó itta meg a mérgező adagot. Ezután megpróbáltak minden gyilkosságra utaló nyomot eltűntetni a halál beálltakor: elterelték Lili figyelmét, kulcsra zárták Tolnai ajtaját, hogy ne tudjon közbeavatkozni, egyikük pedig átvette Hugó helyét az ágyában. A holttestet csak másnap reggel szállították el a kórház értesítése nélkül, Tímár doktor pedig meghamisította a toxikológiai jelentést. Tolnai nyomozása során megpróbáltak kételyeket ébreszteni benne a félrevezető információikkal, miközben megkísérelték újból megölni őt, immár sokkal drasztikusabb módszerekkel. 
Az otthonlakók egy gúnyos taps kíséretében elismerik, hogy valóban személyes bosszú vezérelte őket Tolnai gőgje ellen, ám nem minden úgy van, ahogy látszik. A "nagy színész és nyomozó" mégsem jött rá minden rejtélyre; a rendőr őrmesterről kiderül, hogy nem más, mint az élő Hugó álarcban és egy hangtorzítóval a nyakán. Ő és a többiek felfedik, hogy mindez csupán egy színjáték volt a részükről, hogy bebizonyítsák: ők a jobb színészek. Tolnai elismeri a vereségét és a kollégái tehetségét.
Az otthonban helyreáll a béke, Tolnai végre élvezi a közösségi életet, és a történtek hatására sokkal alázatosabban viszonyul az emberekhez. 
Az utolsó jelenetben Tolnai szerenádot ad Zsuzsának az ablaka alatt, miután egy korábbi beszélgetésükben kifejtették, hogy ez mennyire romantikus gesztus.
|  | Itt a vége a cselekmény részletezésének! |

## Szereplők
- Kern András – Tolnai Tivadar
- Hermányi Mariann – Szentgyörgyi Lili
- Jordán Tamás – Heltai Hugó
- Koltai Róbert – Szalai Levente
- Bodrogi Gyula – Boldog György
- Takács Katalin – Körtéssy Emese
- Bálint András – Tímár Pál doktor
- Pogány Judit – Csillag Ági
- Bánsági Ildikó – Szabó Zsuzsa
- Hámori Ildikó – Péter Erzsi
- Bánki Gergely – Tamás, Tolnai fia
- Gyöngyösi Zoltán – Gézu
- Stefanovics Angéla – Bori
- Keresztes Tamás – Fűrész Feri
- Pál András – Pizzás Zsolti
- Herczeg Adrienn – rendőrnő
- Elek Ferenc – taxisofőr
- Závodszky Noémi

## Nézettség, bevétel
A nézettségi adatok szerint 50 757 jegyet adtak el rá, és ezzel az eredménnyel mintegy 107 536 610 Ft bevételt termelt a jegypénztáraknál.

## Érdekességek
- A film elején Köbli Norbert helyett egy Monori Abigél nevű nem létező személy neve látható forgatókönyvíróként, ugyanis Köbli alkotói nézetkülönbségek miatt távozott a filmből, és kérte, hogy ezt a nevet írják ki az övé helyett.
- A film plakátja erős hasonlóságot mutat a Daniel Craig főszereplésével készült Tőrbe ejtve című amerikai film plakátjával. A produkciót több szakmai kritika támadta, amiért stílusban és marketingben is "kopizni" próbálta az amerikai filmet.
- A filmet eredetileg Csányi Sándor rendezte volna, és szerepelt is volna benne, valamint Tenki Réka és Kovács Zsolt is szerepet kapott volna benne, de végül nem ez valósult meg.[2]
- A film stábjai között a legidősebb, és a legfiatalabb között 72 év korkülönbség volt. A legidősebb Bodrogi Gyula volt 89 évesen, a legfiatalabb pedig egy 17 éves produkciós asszisztens.
- Bodrogi Gyula karakterét a filmben Boldog Györgynek hívják, ami minden bizonnyal Bodrogi Gyula nevéből ered.
- A Kern András által alakított Tolnai Tivadar említi, hogy 1948. január 25-én született, vagyis három nappal idősebb, mint Kern András, aki 1948. január 28-án született.
- A film elején jeleneteket mutatnak a Radeczky hadnagy című sorozatból, ami egy kitalált sorozat, a jelenetek valójában Hajdufy Miklós 1988-as Az angol királynő című tévéfilmjéből származnak, amiben Kern András játszotta a felügyelőt.
- Tolnai a film végén Presser Gábor "Te majd kézen fogsz és haza vezetsz" című dalát énekli Zsuzsának szerenádként. Ez a szám Kern András 1989-ben megjelent "Ez van" albumának nyitó dala is.[3]
- A filmbeli otthon nappalijának falán több híres színész portréja látható. Többek között Haumann Péter, Básti Lajos, Törőcsik Mari, Darvas Iván, Ruttkai Éva, Psota Irén és Latinovits Zoltán portréja.